# Casa del Fauno (Montevideo)

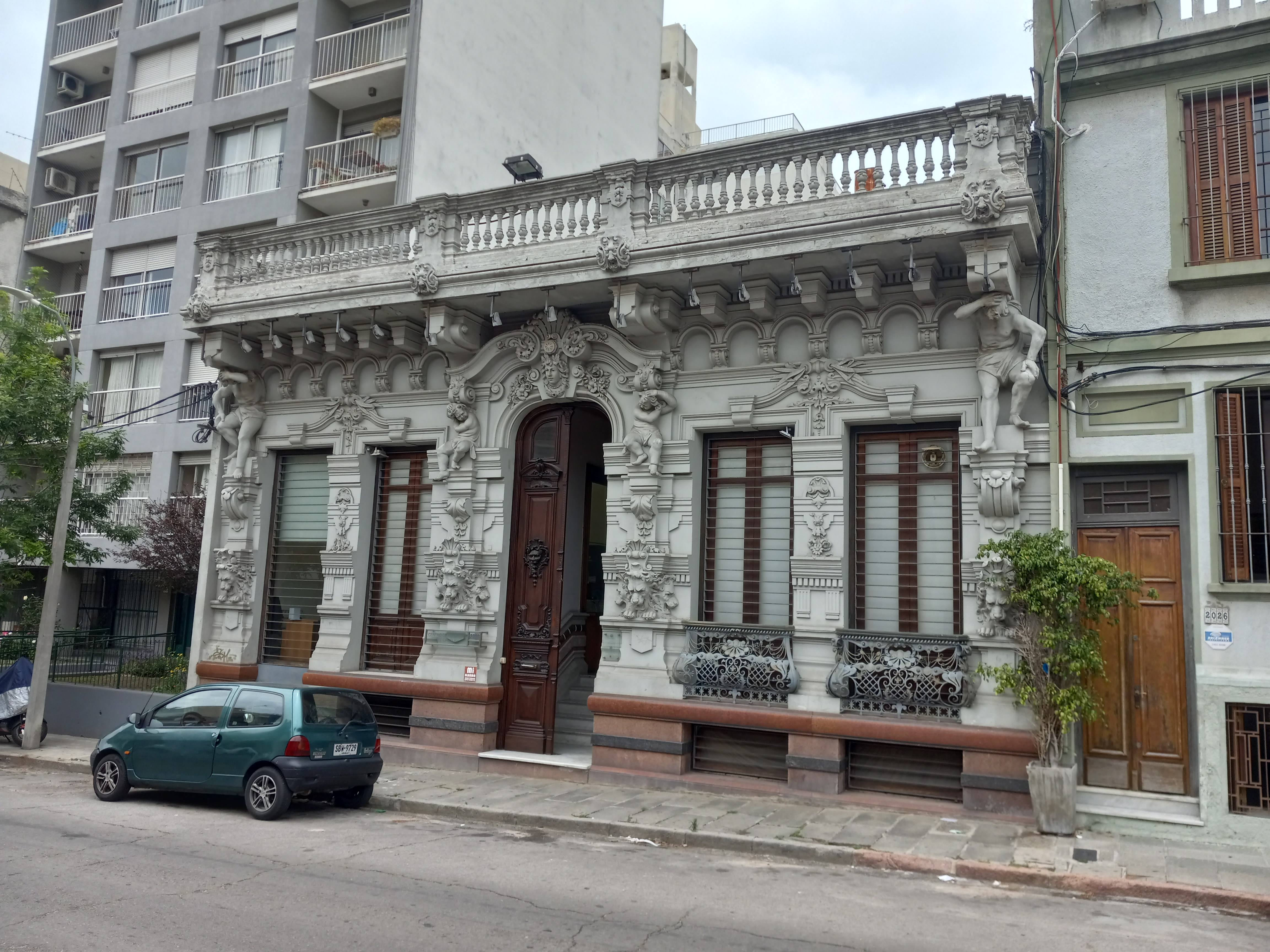
Casa del Fauno

Das Casa del Fauno ist ein Bauwerk in der uruguayischen Landeshauptstadt Montevideo.
Das im Jahr 1900 errichtete Gebäude befindet sich im Barrio Parque Rodó an den Straßen Dr. Lauro Müller 2028–32 sowie Dr. Luis Piera 2031 zwischen Dr. Pablo de María und Juan Manuel Blanes. Die Errichtung wird dem Architekten Alfredo Massüe zugeschrieben. Nach einem 1998 durchgeführten Wettbewerb fanden in den beiden Folgejahren Umbauarbeiten unter der Leitung der Architekten Martín Gualano, Marcelo Gualano und C. Leiro statt. Das Gebäude beherbergt den Sitz des uruguayischen Apothekenverbundes Centro de Farmacias del Uruguay. (CFU) Das Casa del Fauno gehört zu den bedeutendsten Gebäuden des Barrios und wurde 1995 zum städtischen Kulturgut (Bien de Interés Municipal) erklärt.